# Bocainamyia hagmannarum
Bocainamyia hagmannarum är en tvåvingeart som beskrevs av Nelson Papavero och Val 1971. Bocainamyia hagmannarum ingår i släktet Bocainamyia och familjen ostflugor. Inga underarter finns listade i Catalogue of Life.